# Phaonia angelicae
Phaonia angelicae är en tvåvingeart som först beskrevs av Giovanni Antonio Scopoli 1763.  Phaonia angelicae ingår i släktet Phaonia och familjen husflugor. Arten är reproducerande i Sverige. Inga underarter finns listade i Catalogue of Life.

## Bildgalleri

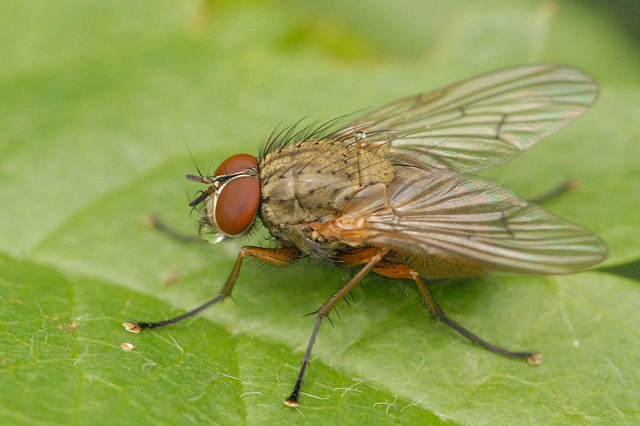
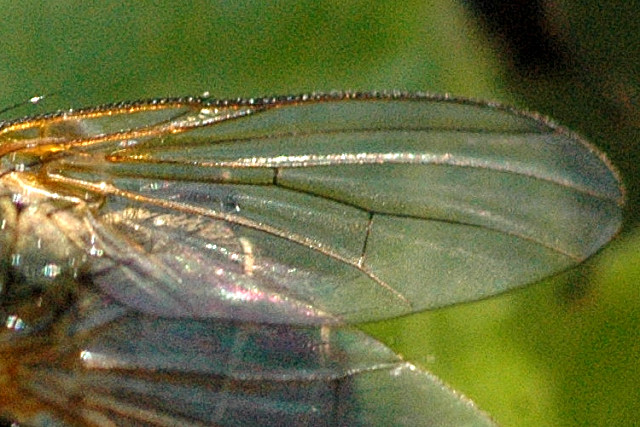
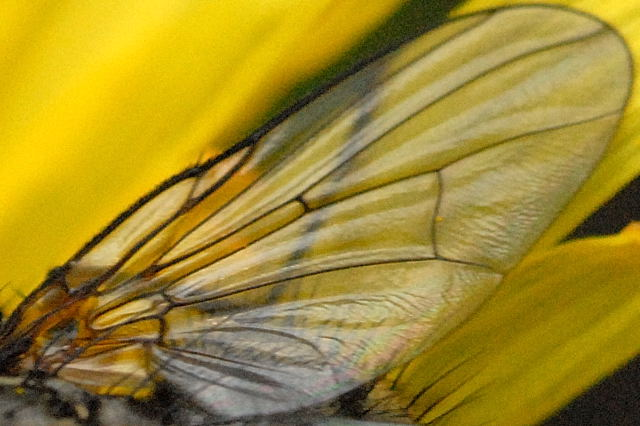